# Miconia shattuckii
Miconia shattuckii är en tvåhjärtbladig växtart som beskrevs av Paul Carpenter Standley. Miconia shattuckii ingår i släktet Miconia och familjen Melastomataceae.
Artens utbredningsområde är Panamá. Inga underarter finns listade i Catalogue of Life.